# گودورووو
گودورووو (به لاتین: Godurowo) یک روستا در لهستان است که در گمینا پیاسکی (استان لهستان بزرگ‌تر) واقع شده‌است. گودورووو ۱۷۵ نفر جمعیت دارد.